# 촉각 센서
촉각 센서(Tactile sensor)는 환경과의 물리적 상호 작용에서 발생하는 정보를 측정하는 장치이다. 촉각 센서는 일반적으로 기계적 자극, 온도 및 통증으로 인한 자극을 감지할 수 있는 피부 접촉의 생물학적 감각을 모델로 한다(인공 촉각 센서에서는 통증 감지가 일반적이지 않음). 촉각 센서는 로봇공학, 컴퓨터 하드웨어 및 보안 시스템에 사용된다. 촉각 센서의 일반적인 응용 분야는 휴대폰과 컴퓨팅의 터치스크린 장치이다.
촉각 센서는 압저항형, 압전형, 광학형, 용량형 및 탄성 저항형 센서를 포함하여 다양한 유형일 수 있다.

## 같이 보기
- 센서 목록
- 압력측정
- 트랜스듀서
- 탄성 영상